# هارولد رينولدز (دراج)
هارولد رينولدز (بالإنجليزية: Harold Reynolds)‏ هو دراج بريطاني، ولد في 12 أكتوبر 1935 في برمنغهام في المملكة المتحدة.

## وصلات خارجية
- هارولد رينولدز على موقع أرشيف الدراجات (الإنجليزية)
- هارولد رينولدز على موقع إحصائيات الدراجات الإحترافية (الإنجليزية)
- هارولد رينولدز على موقع أوليمبيديا (الإنجليزية)
- هارولد رينولدز على موقع اللجنة الأولمبية البريطانية (الإنجليزية)